# سباق المطاردة الفرقية للسيدات في بطولة الدراجات على المضمار
سباق المطاردة الفرقية للسيدات في بطولة الدراجات على المضمار هو أحد سباقات بطولة العالم للدراجات على المضمار للسيدات.

## الميداليات
| البطولة | الذهبية                                                                    | الفضية                                                                   | البرونزية                                                              |
| ------- | -------------------------------------------------------------------------- | ------------------------------------------------------------------------ | ---------------------------------------------------------------------- |
| 2008    | Wendy Houvenaghel · ريبيكا روميرو · جوانا روسيل · بريطانيا العظمى          | Svitlana Halyuk · ليسيا كاليتوفسكا · Lyubov Shulika · أوكرانيا           | شارلوت بيكر · فيرينا جوس · Alexandra Sontheimer · ألمانيا              |
| 2009    | Wendy Houvenaghel · ليزي ديجنان · جوانا روسيل · بريطانيا العظمى            | لورين إليس · خايمي نيلسن (دراج) · أليسون شانكس · نيوزيلندا               | Ashlee Ankudinoff · Sarah Kent · جوزي توميتش · أستراليا                |
| 2010    | Ashlee Ankudinoff · Sarah Kent · جوزي توميتش · أستراليا                    | ليزي ديجنان · Wendy Houvenaghel · جوانا روسيل · بريطانيا العظمى          | راشلي بيوكانان · لورين إليس · أليسون شانكس · نيوزيلندا                 |
| 2011    | لورا تروت · Wendy Houvenaghel · داني كينغ · بريطانيا العظمى                | سارة همر · Dotsie Bausch · جيني ريد · الولايات المتحدة                   | Kaytee Boyd · خايمي نيلسن (دراج) · أليسون شانكس · نيوزيلندا            |
| 2012    | داني كينغ · لورا تروت · جوانا روسيل · بريطانيا العظمى                      | أنيت ادموندسون · ميليسا هوسكينز · جوزي توميتش · أستراليا                 | تارا ويتن · جاسمين غليسر · جيليان كارلتون · كندا                       |
| 2013    | داني كينغ · لورا تروت · إلينور باركر · بريطانيا العظمى                     | أنيت ادموندسون · ميليسا هوسكينز · ايمي كوري · أستراليا                   | لورا براون · جاسمين غليسر · جيليان كارلتون · كندا                      |
| 2014    | لورا تروت · كاتي أرشيبالد · إلينور باركر · جوانا روسيل · بريطانيا العظمى   | لورا براون · جاسمين غليسر · أليسون بيفيريدج · ستيفاني روردا · كندا       | أنيت ادموندسون · ايمي كوري · ميليسا هوسكينز · إيزابيلا كينج · أستراليا |
| 2015    | أنيت ادموندسون · Ashlee Ankudinoff · ايمي كوري · ميليسا هوسكينز · أستراليا | كاتي أرشيبالد · لورا تروت · إلينور باركر · جوانا روسيل · بريطانيا العظمى | أليسون بيفيريدج · جاسمين غليسر · كيرستي لاي · ستيفاني روردا · كندا     |

## حسب البلد
| الترتيب | منتخب            | ذهبية | فضية | برونزية | المجموع |
| ------- | ---------------- | ----- | ---- | ------- | ------- |
| 1       | بريطانيا العظمى  | 6     | 2    | 0       | 8       |
| 2       | أستراليا         | 2     | 2    | 2       | 6       |
| 3       | كندا             | 0     | 1    | 3       | 4       |
| 4       | نيوزيلندا        | 0     | 1    | 2       | 3       |
| 5       | الولايات المتحدة | 0     | 1    | 0       | 1       |
| 5       | أوكرانيا         | 0     | 1    | 0       | 1       |
| 7       | ألمانيا          | 0     | 0    | 1       | 1       |